# 兩澤千晶
兩澤千晶（日语：両澤 千晶，1959年3月28日—2016年2月19日）是日本動畫編劇，曾負責閃電霹靂車SAGA、閃電霹靂車SIN、機動戰士GUNDAM SEED及機動戰士GUNDAM SEED DESTINY等作品的腳本、系列構成。是機動戰士GUNDAM SEED系列、閃電霹靂車系列監督福田己津央之妻，編劇兩澤和幸為其弟。

## 生平
1959年3月28日生於浦和市（現埼玉市）。短期大學保育科畢業，在短大漫画社團認識當時還是高中生的福田己津央，畢業後仍繼續同人誌社團活動一段時間。曾是職業婦女，懷孕後離職當家庭主婦，截至2008年受訪時育有兩名子女。《閃電霹靂車》OVA版乃其出道作，原是在家為福田繕打電視版劇本當中提供修改意見，久之福田索性要她擔任編劇。
於《GEAR戰士電童》時與多位編劇合作，過程中弟弟兩澤和幸亦予以協助。起初抗拒接下《機動戰士GUNDAM SEED》系列構成工作，自認複雜無法勝任，但受《假面騎士空我》啟發，決定打破傳統做出不必太在乎初代GUNDAM愛好者的作品；那時《大逃殺》膾炙人口，然而以母親觀點則擔憂，成為要寫出讓中學生能理解戰爭的動機。話雖如此，她也自承當九一一袭击事件發生後戰爭型態丕變，故事要如何結束戰爭而感到苦惱。
在SEED播出一個月後發現身體有異，拖到結束才去檢查出子宮肌瘤及卵巢囊腫並開完刀出院。由於健康緣故將《機動戰士GUNDAM SEED DESTINY》工作交給其他編劇以減輕負擔，結果變得一團亂，兩澤只好親自動筆造成拖稿延誤大家作業時間，不得不做總集篇。
疲憊的作畫監督椛島洋介在其網誌痛批監督一行人有時間去參加廣播節目（西川貴教的All Night Nippon），卻沒給他時間作業，一再在動畫中反覆用兼用卡，直言尊敬福田但其妻另當別論，並表示作畫成這樣要在《舞乙》雪恥；西川也在廣播節目中說福田在這裡沒問題嗎？下週就是SEED DESTINY最終回。資深編劇大野木寬更前所未見地在官網專欄上反諷福田是天才、暗批兩澤文筆是「阿呆編劇」，文章末段還暗喻夫婦倆仗勢欺人。即使三四年後兩澤接受專訪說出拖稿實情，仍不被業界諒解，福田於SEED DESTINY完結十年後才以「創意製作人」身分實際監督新作《CROSSANGE 天使與龍的輪舞》。
2016年2月19日，兩澤因主動脈去世，享年56歲。

## 作品
- 閃電霹靂車SAGA（新世紀GPXサイバーフォーミュラSAGA，OVA)
- 閃電霹靂車SIN（新世紀GPXサイバーフォーミュラSIN，OVA)
- 星方武侠（星方武侠アウトロースター，第9話）
- GEAR戰士電童（GEAR戦士電童，系列構成）
- 機動戰士GUNDAM SEED（機動戦士ガンダムSEED，系列構成）
- 機動戰士GUNDAM SEED DESTINY（機動戦士ガンダムSEED DESTINY，系列構成）
- 漫画「機動戰士GUNDAM SEED Re:」（機動戦士ガンダムSEED Re:，協力）
- 劇場版「機動戦士鋼彈SEED FREEDOM」（劇場版 機動戦士ガンダムSEED FREEDOM，編劇，由後藤柳、福田己津央協力構築劇本）